# Kostel svatého Mikuláše (Topolany)
Římskokatolický farní kostel svatého Mikuláše v Topolanech je kostelem postaveným v roce 1761. Před rokem 1760 stál kostel na místě nynější školní budovy. Kostel býval původně zakončen nízkým jehlanem, který byl v roce 1897 nahrazen cibulovitou bání.